# François-Xavier-Marie-Jules Gieure
François-Xavier-Marie-Jules Gieure, né le 2 mai 1851 à Castets dans les Landes et mort le 23 avril 1937  à Messanges dans les Landes, est un prélat français qui fut évêque de Bayonne de 1906 à 1934.

## Biographie

### Formation
Marie-François-Xavier Gieure est le deuxième fils de Barthélemy Gieure, propriétaire rentier et agent d'affaire, et de son épouse, née Virginie Vielle institutrice respectivement 44 et 27 ans à sa naissance. Son frère aîné François-Albin (dit Albini) fera une carrière de médecin et deviendra député des Landes quelques mois en 1885. François-Marie Gieure poursuit ses études au collège ecclésiastique de Dax, puis au séminaire Saint-Sulpice de Paris.

### Prêtre
Il est ordonné prêtre le 30 mai 1874 à l'âge de 23 ans. Il est ensuite nommé vicaire à la paroisse de la Madeleine de Mont-de-Marsan, puis directeur du petit séminaire d'Aire-sur-Adour et ensuite aumônier des ursulines de Saint-Sever. Il est nommé recteur du grand séminaire d'Aire-sur-Adour en 1891 et nommé chanoine.

### Évêque
Il est préconisé évêque de Bayonne le 21 février 1906 et sacré à Saint-Pierre de Rome par le pape Pie X lui-même, le 25 février suivant. Dès le début de son épiscopat, il est confronté à la poursuite de la politique anti-cléricale du régime de la Troisième République. Le séminaire de Bayonne est confisqué et l'évêque doit trouver de nouveaux lieux pour la centaine de séminaristes expulsés qui étudient dans des locaux provisoires. Le projet ne prend forme qu'en 1914 à la veille de la guerre de 1914-1918 et les  bâtiments du nouveau séminaire ne sont prêts qu'en mai 1919 (il a servi à l'armée américaine pendant l'année précédente). Les tensions s'apaisent après la guerre à cause du tribut du sang versé par les ecclésiastiques au combat et les congrégations reviennent peu à peu d'exil dans les décennies suivantes. Pendant le conflit, il multiplie les œuvres en faveur des familles de soldats morts au front, il organise aussi des prières publiques dans toutes les paroisses pour les soldats morts, le soutien aux armées alliées, pour le retour de la paix et le salut de la Patrie. D'un point de vue spirituel et pastoral, il appuie la cause de Louis-Édouard Cestac, devenu serviteur de Dieu en 1908; il appuie aussi en 1911 les recommandations du Saint-Siège concernant la première communion des enfants dès l'âge de raison. Il fait publier un nouveau catéchisme dans son diocèse en 1913, amélioré en 1918 et en 1921. Il soutient les carmels de Bayonne, d'Oloron et de Pau, notamment à l'occasion du quatrième centenaire de Thérèse d'Avila en 1915. Il demande la consécration des familles au Sacré-Cœur en 1916. Pendant tout son épiscopat, il défend la beauté de la liturgie et le chant grégorien.
Il consacre évêque coadjuteur de la Réunion Georges Marie Bonnin de La Bonninière de Beaumont à Pau, le 14 octobre 1917, et en 1930 Jean Saint-Pierre, évêque auxiliaire de Carthage, qui fut son secrétaire dès 1922, puis le 28 octobre 1931 Clément Mathieu, évêque d'Aire-et-Dax, qui fut directeur du séminaire de Bayonne.
Il érige plusieurs nouvelles paroisses à cause de la poussée démographique, notamment les paroisses Notre-Dame, Saint-Joseph et Saint-Jean-Baptiste à Pau en 1913, ou encore Sainte-Marie d'Anglet en 1921. Son diocèse connaît pendant son épiscopat une constante progression des baptêmes, de la pratique religieuse et des vocations. Il met en garde contre le mouvement du scoutisme dès 1914 et apporte une grande attention à l'enseignement catholique et aux séminaristes. Il fait aussi publier des lettres circulaires en langue basque. D'un point de vue politique, il demande à ses prêtres de prendre leur distance de l'Action française.
Il se retire le 31 janvier 1934, recevant le titre d'évêque in partibus de Cius (de) et Henri-Jean Houbaut lui succède. Il meurt à la veille de ses 86 ans.

## Hommages
- Une voie de Bayonne lui est dédiée, l'avenue Monseigneur Gieure.
- Il a été fait membre associé du Félibrige[15].